# Charles William Theodore Penland
Charles William Theodore Penland ( 1899 - 1982 ) fue un botánico, curador, profesor estadounidense . Se desarrolló académicamente como Profesor en la Colorado State University por cuarenta y seis años. Fue apasionado de la botánica, involucrando e inspirando a sus estudiantes y a su familia. Realizó extensas recolecciones sobre todo en Colorado, y la mayoría de ellas se hospedan en el "CSU Herbarium".
En 1920 obtuvo su Bachelor's degree de la Universidad de Wyoming. En 1922, completó su M.D. y en 1928, su doctorado, ambos de la Universidad de Harvard.
En 1939 botanizó en Ecuador, recolectando 135 especímenes de orquídeas
.

## Algunas publicaciones

### Libros
- william alfred Weber, c. william t. Penland, robert h. Summers. 1984. Catalog of vascular plants collected in the central valley of Ecuador. 186 pp.

- 1941. The alpine vegetation of the southern Rockies and the Ecuadorean Andes. N.º 32 Colorado College publication: General series. Ed. Colorado college. 30 pp.

## Honores

### Epónimos
- (Asteraceae) Monactis penlandii Chung[2]
- (Brassicaceae) Eutrema penlandii  Rollins[3]
- (Bromeliaceae) Racinaea penlandii (L.B.Sm.) M.A.Spencer & L.B.Sm.[4]
- (Bromeliaceae) Tillandsia penlandii L.B.Sm.[5]
- (Iridaceae) Eurynotia penlandii R.C.Foster[6]
- (Orchidaceae) Epidendrum penlandii L.O.Williams[7]
- (Scrophulariaceae) Calceolaria penlandii Pennell[8]
- (Scrophulariaceae) Penstemon penlandii W.A.Weber[9]
- (Verbenaceae) Duranta penlandii Moldenke[10]

- La abreviatura «Penland» se emplea para indicar a Charles William Theodore Penland como autoridad en la descripción y clasificación científica de los vegetales.[11]